# Roger Milla
Roger Milla, narozený jako Albert Roger Mooh Miller (* 20. května 1952 Yaoundé), je bývalý kamerunský fotbalový útočník, vítěz Afrického poháru národů z let 1984 a 1988.

## Fotbalová kariéra
Strávil léta hraním v kamerunských klubech v Douale a v Yaoundé, mezi 1977-1989 působil ve francouzských ligových klubech (nejdéle v SC Bastia a Montpellier HSC). Hráčskou kariéru ukončil v r. 1995 v indonéském klubu Pelita Jaya.
Třebaže jeho klubová kariéra nepůsobí příliš slavně, ve skutečnosti patřil k největším fotbalovým talentům své doby. Pro celý svět se stal známým až díky mistrovství světa ve fotbale 1990 v Itálii, kde Kamerun jen těsně neprošel přes Anglii do semifinále. V osmifinále proti Kolumbii vstřelil dva góly v prodloužení, přičemž při druhém obehrál vyběhnuvšího brankáře René Higuitu, který mu chtěl udělat kličku a rozehrát míč. V té době bylo Millovi 38 let, přesto udivoval svou nápaditou technickou hrou a citem pro góly.
Na mistrovství světa ve fotbale 1994 v USA stal se stal ve věku 42 let a 39 dní nejstarším fotbalistou v historii světových šampionátů, který kdy zasáhl do hry. Jeho věkový rekord překonal až kolumbijský fotbalový brankář Faryd Mondragón 24. června 2014 na MS 2014 v Brazílii (43 let a 3 dny).
Dvakrát obdržel Zlatý míč pro nejlepšího afrického fotbalistu (1976, 1990), byl prvním africkým hráčem, který se účastnil tří mistrovství světa (1982, 1990, 1994). Francouzským fotbalovým časopisem L'Équipe byl vyhlášen za nejlepšího afrického fotbalistu 20. století. Pelé ho roku 2004 zařadil mezi 125 nejlepších žijících fotbalistů. Milla se kromě jiného zapsal do dějin i jako nejstarší hráč, který kdy vsítil gól na mistrovství světa (ve věku 42 let a 39 dní, proti Rusku na MS 1994). O jeho mimořádné popularitě v rodné zemi svědčí i návštěvnost zápasů, které uspořádal ke svým 45. narozeninám v Douale (95 tisíc diváků) a v Yaoundé (110 tisíc).

## Zajímavost
Roger Milla se stal inspirací pro stejnojmennou píseň francouzského rappera s pseudonymem MHD.